# Ilze Juhansone
Ilze Juhansone (1971) è una politica lettone e segretario generale della Commissione europea dal 2019 .